# Anomalie gravitationnelle
 (avril 2024).
Si vous disposez d'ouvrages ou d'articles de référence ou si vous connaissez des sites web de qualité traitant du thème abordé ici, merci de compléter l'article en donnant les références utiles à sa vérifiabilité et en les liant à la section « Notes et références ».

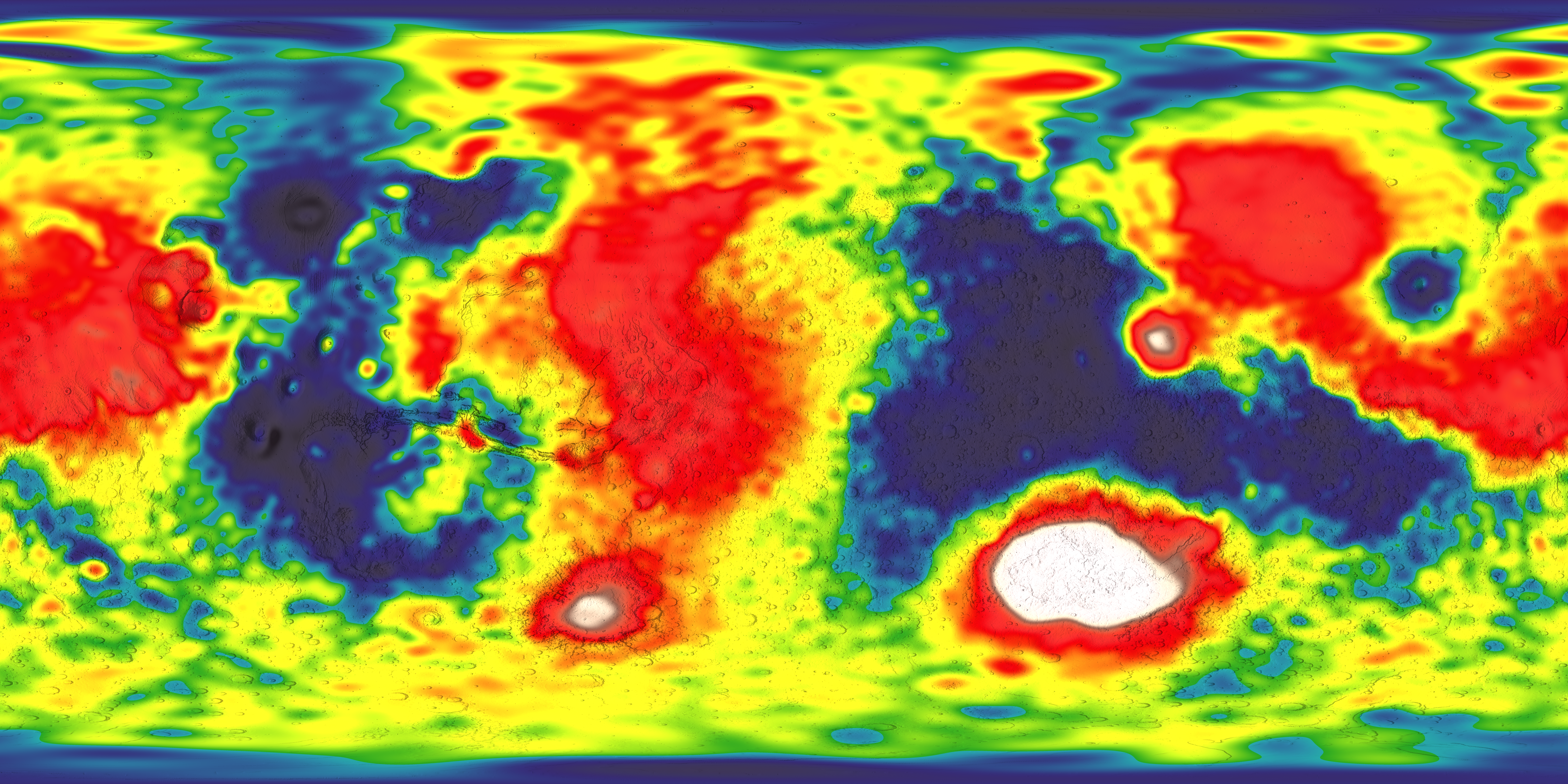
Carte de Bouguer de la Terre (2016), montrant les anomalies magnétiques en rouge foncé (source : Nasa's Scientific Visualization Studio).

L’anomalie gravitationnelle est un endroit de la surface de la Terre où la différence entre la valeur observée de la gravité varie avec la valeur prédite par un modèle théorique. 
Si la Terre était une sphère de densité uniforme, la gravité mesurée en chaque point de sa surface serait donnée précisément par une simple expression algébrique, ; cependant, la Terre a une surface accidentée et une composition non uniforme, ce qui déforme son champ gravitationnel. La valeur théorique de la gravité peut être corrigée en fonction de l'altitude et des effets du terrain à proximité, mais elle diffère généralement légèrement de la valeur mesurée. Cette anomalie gravitationnelle peut révéler la présence de structures souterraines d’une densité inhabituelle. Par exemple, une masse de minerai dense sous la surface donnera une anomalie positive en raison de l'attraction gravitationnelle accrue du minerai.
Différents modèles théoriques prédisent différentes valeurs de gravité, c'est pourquoi une anomalie gravitationnelle est toujours spécifiée en référence à un modèle particulier. Les anomalies de Bouguer, d'air libre et de gravité isostatique sont chacune basées sur différentes corrections théoriques de la valeur de la gravité.
Une étude gravimétrique est réalisée en mesurant l'anomalie gravimétrique à de nombreux endroits d'une région d'intérêt, à l'aide d'un instrument portable appelé gravimètre. Une analyse minutieuse des données gravimétriques permet aux géologues de tirer des conclusions sur la géologie souterraine.

## Définition
L'anomalie gravitationnelle est la différence entre l'accélération observée d'un objet en chute libre (gravité) près de la surface d'une planète et la valeur correspondante prédite par un modèle du champ gravitationnel de la planète. Généralement, le modèle est basé sur des hypothèses simplificatrices, telles que celle selon laquelle, sous son auto-gravitation et son mouvement de rotation, la planète prend la figure d'un ellipsoïde de révolution. La gravité à la surface de cet ellipsoïde de référence est alors donnée par une formule simple qui ne contient que la latitude. Pour la Terre, l'ellipsoïde de référence est l'ellipsoïde de référence international et la valeur de la gravité prévue pour les points de l'ellipsoïde est la gravité normale.
Les anomalies gravitationnelles ont été découvertes pour la première fois en 1672, lorsque l'astronome français Jean Richer a établi un observatoire sur l'île de Cayenne. Richter était équipé d'une horloge à pendule d'une grande précision, soigneusement calibrée à Paris avant son départ. Cependant, il a constaté que l'horloge tournait trop lentement à Cayenne, par rapport au mouvement apparent des étoiles. Quinze ans plus tard, Isaac Newton utilisa sa nouvelle théorie universelle de la gravitation pour expliquer cette anomalie. Newton a montré que la valeur mesurée de la gravité était affectée par la rotation de la Terre, ce qui provoquait un léger renflement de l'équateur terrestre par rapport à ses pôles. Cayenne, étant plus proche de l'équateur que Paris, serait à la fois plus éloignée du centre de la Terre (réduisant légèrement l'attraction gravitationnelle globale de la Terre) et soumise à une plus forte accélération centrifuge due à la rotation de la Terre. Ces deux effets réduisent la valeur de la gravité, expliquant pourquoi l'horloge à pendule de Richter, qui dépendait de la valeur de la gravité, fonctionnait trop lentement. La correction de ces effets a supprimé la majeure partie de cette anomalie.
Pour comprendre la nature de l’anomalie gravitationnelle due au sous-sol, un certain nombre de corrections doivent être apportées à la valeur gravitationnelle mesurée. Différents modèles théoriques incluront différentes corrections de la valeur de la gravité, et donc une anomalie gravitationnelle est toujours spécifiée en référence à un modèle particulier. Les anomalies de Bouguer, d'air libre et de gravité isostatique sont chacune basées sur différentes corrections théoriques de la valeur de la gravité.

## La gravité normale
La gravité normale représente la gravitation globale de la Terre entière, corrigée de sa forme et de sa rotation idéalisées.

### La correction du terrain
La topographie locale de la surface terrestre affecte la mesure de la gravité. Les terrains plus hauts que le point de mesure et les vallées plus basses que le point de mesure réduisent la valeur mesurée de la gravité. Ceci est pris en compte par la correction de terrain △ g T. La correction du terrain est calculée à partir de la connaissance de la topographie locale et des estimations de la densité de la roche composant les hauteurs. En effet, la correction du terrain nivelle le terrain autour du point de mesure.
La correction du terrain doit être calculée pour chaque point où la gravité est mesurée, en tenant compte de chaque colline ou vallée dont la différence d'élévation par rapport au point de mesure est supérieure à environ 5 % de sa distance par rapport au point de mesure. Ceci est fastidieux et prend du temps, mais nécessaire pour obtenir une anomalie gravitationnelle significative.

### Correction isostatique
L'anomalie de Bouguer est positive sur les bassins océaniques et négative sur les zones continentales élevées. Cela montre que la faible élévation des bassins océaniques et la forte élévation des continents sont compensées par l’épaisseur de la Croûte terrestre en profondeur. Le terrain plus élevé est soutenu par la flottabilité d’une croûte plus épaisse « flottante » sur le manteau.
L'anomalie isostatique est définie comme l'anomalie de Bouguer moins l'anomalie de gravité due à la compensation souterraine, et est une mesure de l'écart local par rapport à l'équilibre isostatique, dû aux processus dynamiques dans le manteau visqueux. Au centre d'un plateau plat, elle est approximativement égale à l'anomalie de l'air libre. La correction isostatique dépend du modèle isostatique utilisé pour calculer l'équilibre isostatique, et est donc légèrement différente pour le modèle d'Airy-Heiskanen (qui suppose que la croûte et le manteau sont uniformes en densité et que l'équilibre isostatique est assuré par les changements dans la croûte), le modèle de Pratt-Hayford (qui suppose que le fond de la croûte est partout à la même profondeur et que l'équilibre isostatique est assuré par des changements latéraux dans la densité de la croûte), et le modèle de plaque élastique de Vening Meinesz (qui suppose que la croûte agit comme une feuille élastique).
La modélisation directe est le processus consistant à calculer la forme détaillée de la compensation requise par un modèle théorique et à l'utiliser pour corriger l'anomalie de Bouguer afin de produire une anomalie isostatique.

## Causes
Anomalies gravitationnelles et géoïdes causées par divers changements d'épaisseur crustale et lithosphérique par rapport à une configuration de référence.
Les variations latérales des anomalies gravitationnelles sont liées aux distributions anormales de densité au sein de la Terre. Les mesures locales de la gravité de la Terre nous aident à comprendre la structure interne de la planète.

### Causes régionales
L'anomalie de Bouguer sur les continents est généralement négative, notamment sur les chaînes de montagnes. Par exemple, les anomalies typiques de Bouguer dans les Alpes centrales sont de −150 milligals. [19] En revanche, l'anomalie de Bouguer est positive sur les océans. Ces anomalies reflètent l'épaisseur variable de la croûte terrestre. Le terrain continental supérieur est soutenu par une croûte épaisse de faible densité qui « flotte » sur le manteau plus dense, tandis que les bassins océaniques sont recouverts d'une croûte océanique beaucoup plus fine. Les anomalies d'air libre et isostatiques sont faibles près des centres des bassins océaniques ou des plateaux continentaux, ce qui montre que ceux-ci sont approximativement en équilibre isostatique. L’attraction gravitationnelle du terrain élevé est contrebalancée par l’attraction gravitationnelle réduite de ses racines sous-jacentes de faible densité. Cela amène l’anomalie en air libre, qui omet les termes de correction pour l’un ou l’autre, proche de zéro. L’anomalie isostatique inclut des termes de correction pour les deux effets, ce qui la réduit également presque à zéro. L'anomalie de Bouguer inclut uniquement la correction négative pour le terrain élevé et est donc fortement négative.
Plus généralement, l'anomalie isostatique d'Airy est nulle sur les régions où il existe une compensation isostatique complète. L'anomalie à l'air libre est également proche de zéro, sauf à proximité des limites des blocs crustaux. L'anomalie de Bouger est très négative sur un terrain élevé. L'inverse est vrai dans le cas théorique d'un terrain totalement non compensé : l'anomalie de Bouger est nulle alors que les anomalies isostatiques en air libre et Airy sont très positives.
La carte des anomalies de Bouger des Alpes montre des caractéristiques supplémentaires en plus des racines profondes attendues des montagnes. Une anomalie positive est associée au corps d'Ivrea, un coin de roche dense du manteau rattrapé par une ancienne collision continentale. Les sédiments de faible densité du bassin Molasse produisent une anomalie négative. Des enquêtes plus vastes dans toute la région fournissent la preuve d'une zone de subduction relique. Les anomalies isostatiques négatives en Suisse sont en corrélation avec des zones de soulèvement actif, tandis que les anomalies positives sont associées à l'affaissement.
Au-dessus des dorsales médio-océaniques, les anomalies d'air libre sont petites et sont en corrélation avec la topographie du fond océanique. La crête et ses flancs semblent entièrement compensés isostatiquement. Il y a un grand Bouger positif, de plus de 350 mgal, au-delà de 1 000 kilomètres de l'axe de la crête, qui descend à 200 sur l'axe. Ceci est cohérent avec les données sismiques et suggère la présence d'une chambre magmatique de faible densité sous l'axe de la crête.
Il existe d'intenses anomalies isostatiques et d'air libre le long des arcs insulaires. Ce sont des indications de forts effets dynamiques dans les zones de subduction. L'anomalie d'air libre est d'environ +70 mgal le long de la côte andine, et cela est attribué à la plaque dense en subduction. La tranchée elle-même est très négative, avec des valeurs supérieures à −250 mgal. Cela résulte de la faible densité de l’eau océanique et des sédiments qui remplissent la tranchée.
Les anomalies gravitationnelles fournissent des indices sur d’autres processus se déroulant en profondeur dans la lithosphère. Par exemple, la formation et l'affaissement d'une racine lithosphérique peuvent expliquer des anomalies isostatiques négatives dans l'est du Tian Shan. L'anomalie de gravité hawaïenne semble être entièrement compensée dans la lithosphère, et non dans l'esthénosphère sous-jacente, contredisant l'explication de l'élévation hawaïenne comme produit du flux de l'esthénosphère associé au panache du manteau sous-jacent. L'augmentation pourrait plutôt être le résultat d'un amincissement de la lithosphère : l'esthénosphère sous-jacente est moins dense que la lithosphère et elle s'élève pour produire la houle. Le refroidissement ultérieur épaissit à nouveau la lithosphère et un affaissement se produit.

### Anomalies locales
Les anomalies locales sont utilisées en géophysique appliquée. Par exemple, une anomalie locale positive peut indiquer un corps de minerais métalliques. Les dômes de sel sont généralement exprimés sur les cartes gravitationnelles comme étant des dépressions, car le sel a une faible densité par rapport aux roches dans lesquelles le dôme fait intrusion.
À des échelles comprises entre des chaînes de montagnes entières et des corps minéralisés, les anomalies de Bouguer peuvent indiquer des types de roches. Par exemple, la direction nord-est-sud-ouest traversant le centre du New Jersey représente un graben du Trias largement rempli de basaltes denses.

## Mesures satellitaires

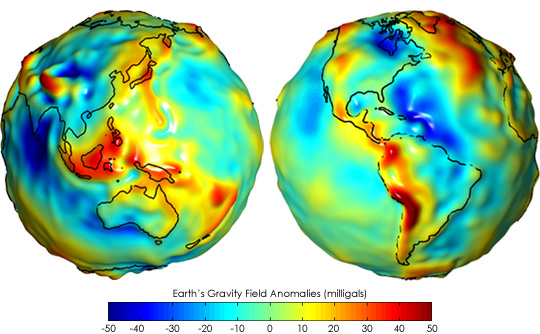
Carte des anomalies gravitationnelles de GRACE.

Actuellement, les paramètres statiques et variables du champ de gravité terrestre sont déterminés à l'aide de missions satellitaires modernes, telles que GOCE, CHAMP, SWARM, GRACE et GRACE-FO. Les paramètres du degré le plus bas, y compris l'aplatissement de la Terre et le mouvement du géocentre, sont mieux déterminés à partir de la télémétrie laser par satellite.
Des anomalies gravitationnelles à grande échelle peuvent être détectées depuis l'espace, en tant que sous-produit des missions gravitationnelles des satellites, par exemple GOCE. Ces missions satellitaires visent à récupérer un modèle détaillé du champ de gravité de la Terre, généralement présenté sous la forme d'une expansion sphérique-harmonique du potentiel gravitationnel de la Terre, mais des présentations alternatives, telles que des cartes d'ondulations du géoïde ou d'anomalies gravitationnelles, sont également produit.
L’expérience Gravity Recovery and Climate Experiment (GRACE) se compose de deux satellites capables de détecter les changements gravitationnels à travers la Terre. Ces changements peuvent également être présentés comme des variations temporelles d’anomalies gravitationnelles. Le Gravity Recovery and Interior Laboratory (GRAIL) comprenait également deux vaisseaux spatiaux en orbite autour de la Lune, qui ont orbité pendant trois ans avant leur désorbitation en 2015.